# 패디 리빙스턴
패트릭 조지프 리빙스턴(Patrick Joseph Livingston, 1880년 1월 14일 ~ 1977년 9월 19일)은 미국의 전 프로 야구 선수로, 1900년대와 1910년대에 메이저 리그 베이스볼 (MLB)에서 포수로 활약하였다. 7시즌 동안 클리블랜드 블루스, 신시내티 레즈, 필라델피아 애슬레틱스, 클리블랜드 냅스, 세인트루이스 카디널스에서 뛰었다. 통산 206경기에 출전해 120안타, 45타점, 48득점, 9도루, .209의 타율을 기록했다.
생존 중의 최장수 MLB 선수 출신의 그 이전에는 1975년 10월 2일 찰리 에믹(Charles Henry Emig)이 사망할 때부터 1977년 9월 19일 사망할 때까지 존 그라임스(Samuel Sherwood Edmonston)가 이어받게 되었다.